# Ain't It the Truth?
Ain't It the Truth? è un cortometraggio muto del 1915. Il nome del regista non viene riportato nei credit del film che, prodotto dalla Essanay Film Manufacturing Company e distribuito dalla General Film Company, aveva come interpreti Wallace Beery, Ruth Hennessy, Robert Boulder.

## Trama
Quando Donald viene cacciato via dalla casa della ragazza che ama dal padre di lei, i due innamorati decidono di fuggire insieme il giorno dopo. Ma, prima che possano scappare in auto, il padre scende in strada e la sua presenza blocca il progetto di fuga. Donald, un giorno, lo vede pescare e un'idea si fa strada nella sua mente. Arrivato al molo, si mette a chiacchierare con lui mentre, nel frattempo, butta in acqua la sua lenza. Il padre si arrabbia ma lui lo calma dicendogli che la sua esca gli permetterà di pescare il doppio di ogni altro pescatore. Poi gli passa una scatola di esche e se ne va via. In una capanna di pescatori, compera un cesto di pesci e affitta una barca. A bordo di questa, si avvicina da sotto il molo al padre e, senza farsi vedere, attacca all'amo di questi un pesce, continuando così fino a finire il contenuto del cesto. Il padre della sua ragazza, allora, ritorna sulla propria decisione, considerando che un a uomo capace di produrre esche di quel genere si può affidare senza alcun problema il destino della propria figlia.

## Produzione
Il film fu prodotto dalla Essanay Film Manufacturing Company.

## Distribuzione
Distribuito negli Stati Uniti dalla General Film Company, il film - un cortometraggio di una bobina - uscì nelle sale cinematografiche il 22 febbraio 1915.